# Venenos químicos

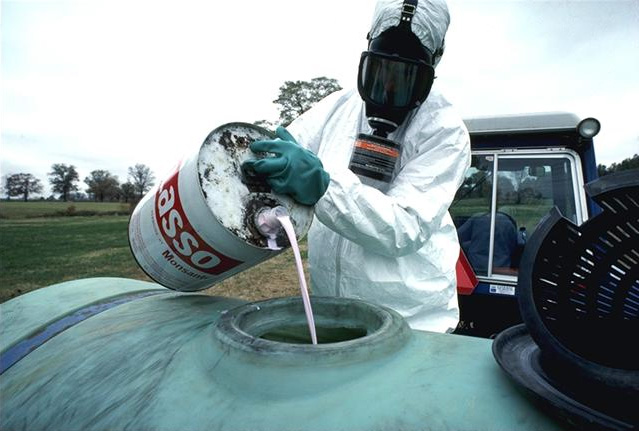
Manipulación de plaguicidas. Indica la extremada precaución con la que debe operar con estos venenos.

Los venenos químicos, corrosivos o cáusticos, son todos aquellos ácidos y álcalis, tanto orgánicos como inorgánicos, que poseen acción nociva local y general. In situ pueden provocar necrosis o esteras de tejidos. Los más característicos son, entre otros: el ácido clorhídrico, el sulfúrico, el acético y el oxálico, los fenoles, las lejías.

## Gases
Hay distintas variedades:
- 1) Irritantes. Actúan por estimulación local de las mucosas orofaríngeas y conjuntivales, traqueales, bronquiales y alveolares. Son los más corrientes, entre otros, el amoniaco, los halógenos, los gases sulfurosos, el nitrógeno y el fosgeno.
- 2) Asfixiantes.
- 3) Bélicos. Algunos de éstos se pueden adscribir a los grupos anteriores. En realidad se hallan también al estado de líquidos y sólidos. Los derivados halogenados de los hidrocarburos son agresivos lacrimógenos por su intensa acción ocular. Las difenilcloroarsinas y otros liberan partículas capaces de atravesar los filtros de las máscaras antigás -rompemáscaras-; se consideran agresivos estornutatorios. La iperita o gas mostaza, la lewisita y otras arsinas producen vesículas con líquido (flictenas) en la piel y en las mucosas e inhiben la función de los órganos hematopoyéticos; son agresivos vesicantes. Algunos productos orgánico-fosforados (tabun, sarin, soman) inhiben la colinesterasa y producen gran excitación del nervio vago: espasmos bronquiales, hipersecreción glandular digestiva, convulsiones y depresión del sistema nervioso, coma y parálisis respiratoria; son los agresivos neurotropos.

## Minerales
Son causa de importantes y frecuentes intoxicaciones profesionales y accidentales; en otro tiempo lo fueron de asesinatos y suicidios. Dan lugar a intensas lesiones celulares por bloqueo de las enzimas de oxi-reducción.

### Arsénico
El anhídrido arsenioso, muy extendido en la industria, es causa de intoxicaciones accidentales. Los compuestos orgánicos, con toxicidad mucho menor que los inorgánicos, se han empleado en terapéutica , siendo causa a veces de intoxicación medicamentosa. El arsénico se absorbe por todas las vías, especialmente la digestiva, tarda en ser eliminado por los emunctorios y se almacena en cabellos y uñas, de donde se retira con gran lentitud. La intoxicación aguda cursa con intensa gastroenteritis y lesiones hepatorrenales; la crónica evoluciona con melanodermia e hiperqueratosis. Son típicos en ésta los trastornos neurológicos tales como polineuritis, alteraciones de la sensibilidad y parálisis.

### Mercurio
El bicloruro de mercurio o sublimado corrosivo y el oxicianuro de mercurio han sido muy empleados como antisépticos de acción local; el cloruro mercurioso o calomelano, empleado como laxante, puede convertirse en sublimado por acción de los alcalinos y cloruros del organismo; los derivados orgánicos se utilizan como diuréticos y tienen reducida toxicidad.
El mercurio empleado en la industria es causa de envenenamiento por mercurio en el trabajo; penetra por vía respiratoria (vapores y sales mercuriales) y digestiva; muchas de estas sales son fuertemente cáusticas y actúan como tales en los lugares de contacto.

### Plomo
Es causa frecuente de intoxicaciones crónicas, especialmente alimenticias y profesionales, al ser ingeridas dosis pequeñas y repetidas de plomo o sales plúmbicas. En la industria está muy extendido su uso, produciéndose frecuentes intoxicaciones profesionales; se absorbe, además de por la vía digestiva aludida, por mucosas, piel y pulmón. El trabajador debe evitar el contacto mano-boca, por lo que no comerá ni fumará sin un previo aseo de las manos. La intoxicación crónica o «saturnismo» da lugar a polineuritis con parálisis de la mano, anemia, dolores abdominales importantes (cólico saturnino) y estreñimiento; en el reborde de encías aparece una coloración azulada llamada «ribete de Burton».

## Tóxicos orgánicos
En consonancia con el desarrollo industrial y técnico crece el número de estas sustancias químicas. Incluye este grupo los derivados de la destilación del petróleo y muchos hidrocarburos saturados, no saturados y aromáticos; alcohol metílico y etílico, éter, formol, hidrato de cloral y acetona; aminas aromáticas constituyentes de las anilinas; derivados clorados de los hidrocarburos aromáticos utilizados como insecticidas y combinaciones orgánicas del fósforo; salicilatos, aspirina y fenacetina, también derivados de hidrocarburos aromáticos; disolventes de grasas, como el sulfuro y tetracloruro de carbono; cloroformo y los cloruros y bromuros de metilo; barbitúricos; alcaloides obtenidos de plantas como morfina, codeína, cocaína, atropina, papaverina, curare, estricnina, nicotina, quinina, aconitina, ergotamina, etc. De todos ellos hay que destacar los que se describen seguidamente.

### Benzol/ benceno
Empleado en la industria del calzado, goma, colorantes, barnices, tintorerías, etcétera. Produce una anemia importante al inhibir la formación de los hematíes por parte de la médula; pueden transcurrir varios años entre la intoxicación y la aparición de la anemia aplásica.[cita requerida]

### Alcohol metílico
Es el metanol o alcohol de madera; se emplea como disolvente de resinas, plásticos, grasas y colorantes, y fraudulentamente en la preparación de licores. Su toxicidad es grande, actuando sobre el sistema nervioso -excitación y depresión- y sobre la retina, hasta la producción de una ceguera total.

### Tetracloruro de carbono
Buen disolvente empleado en productos de limpieza, extintores de fuego, insecticidas, industria textil, etc. La intoxicación aguda, más frecuente, cursa con cefalalgia, tos, hipotensión y coma; la necrosis de hígado conduce rápidamente a la muerte.

### Sulfuro de carbono
También es buen disolvente y se emplea en la fabricación de fibras textiles artificiales, como la viscosa y el rayón. Los trastornos que origina- son nerviosos: polineuritis, ataxia, pérdida de visión por neuritis óptica, etc.

### Barbitúricos
Muy empleados con fines criminales, deprimen la actividad del tronco y corteza cerebral hasta la parálisis respiratoria y circulatoria. El intoxicado llega a un estado de coma profundo, con ausencia de reflejos y colapso circulatorio.

### Morfina
Es uno de los 20 alcaloides del opio con más alta concentración y mayor capacidad tóxica; sus efectos nocivos no se distinguen de los causados por el opio. Estimula en primer lugar los centros cerebrales -euforia-, sigue después una sedación y analgesia; si la dosis es alta se afectan bulbo y centros cerebrales con sopor, coma, miosis o estrechamiento pupilar, arritmias respiratorias, colapso y parálisis respiratoria y circulatoria.

### Pesticidas
Comprende este grupo las sustancias utilizadas para hacer frente a las plagas que pueden afectar a los seres vivos y a las plantas; son éstos los insecticidas (v.), fungicidas (v.), raticidas y herbicidas (v.). La intoxicación suele ser consecuencia de errores cometidos en su fabricación y envasado, o de imprudencia por parte de las personas que los manejan.

## Alimentos venenosos
En ocasiones, las sustancias químicas empleadas en la conservación y antisepsia de alimentos, los metales del envasado, los insecticidas contaminantes de los mismos, son otras tantas causas de intoxicación, actuando como verdaderos venenos. Otras veces, los alimentos en vías de descomposición orgánica con liberación de ptomaínas (aminas diversas, p. ej., putrescina y cadaverina) son venenosos; si bien en la actualidad se piensa que el efecto nocivo de tales sustancias es más bien consecuencia de procesos con base alérgica e infecciosa. Algunos alimentos vegetales son tóxicos per se, como los frutos que contienen ácido cianhídrico (huesos de almendras amargas, melocotón o nísperos); las patatas en germinación puede originar gastroenteritis debido al alcaloide solanina; las muelas o gachas son determinantes de la enfermedad denominada «latirismo», que cursa con parálisis de extremidades; las habas producen el «favismo» en individuos con carencia congénita de un enzima preciso en la hematopoyesis y cursa con anemia, ictericia y hemoglobinuria.